# Мати (фільм, 1989)
«Мати» («Заборонені люди») — радянський художній фільм 1989 року, кінорежисера Гліба Панфілова за однойменним романом Максима Горького з використанням мотивів з інших творів.

## Сюжет
Мати щосили намагається відмовити сина від небезпечних занять, але поступово розуміє: відмовити не вдасться. Тепер вона вирішує просто бути весь час з сином, захищати його, ділити з ним тяготи життя.

## У ролях
- Інна Чурікова —  Пелагея Нилівна Власова
- Віктор Раков —  Павло Власов
- Олександр Шишонок —  Павло Власов в дитинстві
- Любомирас Лауцявічюс —  Михайло Власов, батько Павла
- Олександр Карін —  Андрій Онисимович Находка
- Дмитро Пєвцов —  Яків Сомов
- Ваня Кабардін —  Яків Сомов в дитинстві
- Володимир Прозоров —  Овсій Климко
- Володя Фатєєв —  Овсій Климко в дитинстві
- Антонелла Інтерленгі —  Саша
- Ольга Шукшина —  Наташа
- Сергій Бобров —  Микола Весовщиков
- Олексій Булдаков —  Степан Сомов

## Знімальна група
- Автор сценарію і режисер-постановник: Гліб Панфілов
- Оператори-постановники: Михайло Агранович, Олександр Ільховський
- Художник-постановник:  Валерій Кострін
- Композитор: Вадим Біберган
- Художник по костюмах: Ганна Ганевська

## Фестивалі та премії
- 1990 — МКФ в Каннах: Спеціальний приз журі «За видатні художні досягнення» (Гліб Панфілов)[2]
- 1990 — Премія «Фелікс» Європейської кіноакадемії: За найкращу чоловічу роль другого плану (Дмитро Пєвцов)
- 1990 — Кінопремія «Ніка»: За найкращу роботу звукооператора (Роланд Казарян)[3]

Номінації
- 1990 — Кінопремія «Ніка»: у номінації «Найкраща робота художника» (Валерій Кострін, Леван Лазіашвілі, Олександр Панфілов, Франко Купіані)[4]
- 1990 — Кінопремія «Ніка»: у номінації «Найкраща робота художника по костюмах» (Ганна Ганевська) та ін.